# Eugene Jeter
Eugene « Pooh » Jeter, né le 2 décembre 1983 à Los Angeles, est un joueur américain-ukrainien de basket-ball évoluant au poste de meneur. Il est le frère de la sprinteuse Carmelita Jeter.

## Biographie
Eugene Jeter a joué en NBA en 2010-2011 avec les Kings de Sacramento. Il a été naturalisé ukrainien et joue depuis pour l'équipe nationale de ce pays.
Il rejoint le Limoges CSP durant la saison 2014-2015 dans l'espoir de gagner un championnat national. Lors du match 4 de la finale au palais des sports de Beaublanc, Jeter est déterminant face au Strasbourg Illkirch-Graffenstaden Basket en marquant 21 points et permettant au Limoges CSP de décrocher le titre de Champion de France de Pro A pour la 11e fois de son histoire.
Le 8 juillet 2015, il revient en Chine, chez les Shandong Lions.

## Son surnom
On connaît plus Eugene Jeter sous le nom de Pooh Jeter. Ce surnom "Pooh", qui veut dire ourson en anglais, vient de sa grand-mère, Ethel White, qui disait que Jeter ressemblait à un petit ourson noir (black pooh bear) quand il était petit.

## Clubs
- 2000 - 2002 :  Junipero Serra High School
- 2002 - 2006 :  Pilots de Portland (NCAA)
- Non drafté à sa sortie d'université
- Jui. 2006 - Nov. 2006 :  Kings de Sacramento (NBA : pas de match NBA)
- Nov. 2006 - 2007 :  Colorado 14ers (NBDL)
- 2007 - 2008 :  BC Kiev
- 2008 - 2009 :  Club Menorca Basquet (Liga ACB)
- 2009 :  Unicaja Málaga (Liga ACB)
- 2009 - 2010 :  Hapoël Jérusalem (Ligat Winner)
- 2010 - 2011 :  Kings de Sacramento (NBA)
- 2011 - 2012 :  Joventut Badalona (Liga ACB)
- 2012 - 2015 :  Shandong Lions (CBA)
- 2015 :  Limoges CSP (Pro A)
- 2015 -  0000 :  Shandong Lions (CBA)

## Palmarès
- Champion de France Pro A 2015 avec le Limoges CSP
- First Team All-West Coast Conference 2006[réf. nécessaire]
- Deuxième meilleur marqueur de l'histoire de son université, troisième intercepteur, sixième passeur, troisième joueur aux lancers francs marqués et huitième joueur au pourcentage à trois points.[réf. nécessaire]
- Participation au All-Star Game NBDL 2007[réf. nécessaire]
- Troisième meilleur passeur de la NBDL 2007 (355 passes décisives, soit 7,1 en moyenne par match)[réf. nécessaire]
- Douzième meilleur marqueur de la NBDL 2007 (14,4 points par match)[réf. nécessaire]
- médaille de bronze Coupe Stanković 2007 avec les D-League ambassadors[réf. nécessaire]